# Ciminà
Ciminà (Kymina in greco calabro) è un comune italiano di 508 abitanti della città metropolitana di Reggio Calabria in Calabria.

## Origini del nome
L'origine toponomastica del paese si fa risalire al greco kyminà, κύμινα, ossia luogo dove cresce in abbondanza il cumino, pianta della famiglia delle ombrellifere dalle proprietà mediche e culinarie, usata per la conservazione dei cibi e per produrre un liquore chiamato "Kumeel".

## Storia
La nascita del comune di Ciminà si fa risalire al 1453, ad opera di fuggiaschi Greci e Albanesi di religione cristiana che, scacciati da Costantinopoli da parte dei Turchi, trovarono riparo presso il "Monte dei Tre Pizzi".
Il luogo scelto, impervio e lontano dal mare, garantiva riparo e protezione in caso di attacchi da parte di eventuali invasori. Il posto fu scelto in quanto si prestava bene alla pastorizia e all'agricoltura, specie per quanto riguarda la coltivazione del frumento, inoltre era vicino a delle foreste che potevano essere usato per la produzione di legname.
La nuova comunità non tardò ad attirare ceti feudatari, in particolare la famiglia Marullo di Messina che acquisirono dal re Ferdinando il titolo di Conti di Condojanni nel 1480 dopo aver comprato i terreni e l'investitura del centro. I Marullo oltre a Ciminà erano padroni dei feudi di altri centri vicini quali Careri, Bianco, Bovalino, Precacore e Bruzzano.
In seguito il paese venne acquistato dai Carafa di Roccella Ionica, e mantenuta da questi fino all'abolizione del feudatario nel XIX secolo. Successivamente fu riconosciuta "Università civium", divenendo autonomo nel 1806, dal Governo di Gerace che successivamente ne acquisì la giurisdizione nel 1811, facendo parte del circondario, anche dopo il 1816 quando venne effettuato il "Riordino Generale della Calabria" disposto dai Borboni. Altre famiglie feudatarie abitarono a Ciminà, tra le quali le genovesi Grimaldi e Grillo, trasferite nella locride nel 1500 acquistando il feudo di Gerace, e gli Squarciafico, che acquistarono da Tommaso Merullo la baronia di Precacore e di Sant'Agata.

### Simboli
Nello stemma adottato dal comune sono rappresentate su sfondo azzurro tre figure simboliche per il paese: il Monte Tre Pizzi, un fascio di spighe di grano (per l'agricoltura) e una mucca (l'allevamento).
Il gonfalone è un drappo partito di verde e di azzurro.

## Società

### Evoluzione demografica
Abitanti censiti

## Amministrazione
| Periodo          | Periodo          | Primo cittadino          | Partito              | Carica                    | Note   |
| ---------------- | ---------------- | ------------------------ | -------------------- | ------------------------- | ------ |
| 17 luglio 1985   | 7 giugno 1990    | Francesco Rocco Parrelli | Democrazia Cristiana | Sindaco                   | [ 5 ]  |
| 7 giugno 1990    | 13 febbraio 1992 | Francesco Rocco Parrelli | Democrazia Cristiana | Sindaco                   | [ 5 ]  |
| 13 febbraio 1992 | 27 marzo 1992    | Rosario Fusaro           |                      | Commissario prefettizio   | [ 6 ]  |
| 27 marzo 1992    | 22 aprile 1992   | Rosario Fusaro           |                      | Commissario straordinario | [ 7 ]  |
| 22 aprile 1992   | 13 giugno 1994   | Filippo La Cava          |                      | Commissario straordinario | [ 8 ]  |
| 13 giugno 1994   | 25 maggio 1998   | Giuseppe Fudoli          | Lista civica         | Sindaco                   | [ 9 ]  |
| 25 maggio 1998   | 28 maggio 2002   | Giuseppe Fudoli          | Lista civica         | Sindaco                   | [ 10 ] |
| 28 maggio 2002   | 29 maggio 2007   | Sebastiano Mangiameli    | Lista civica         | Sindaco                   | [ 11 ] |
| 29 maggio 2007   | 7 maggio 2012    | Domenico Polifroni       | Lista civica         | Sindaco                   | [ 12 ] |
| 7 maggio 2012    | 12 giugno 2017   | Domenico Polifroni       | Lista civica         | Sindaco                   | [ 14 ] |
| 12 giugno 2017   | 13 giugno 2022   | Giusy Caruso             | Lista civica         | Sindaco                   | [ 16 ] |
| 13 giugno 2022   | in carica        | Giovanni Mangiameli      | Lista civica         | Sindaco                   | [ 18 ] |